# Žice
Žice so naselje v Občini Sveta Ana.